# Pendantportretten van een man en een vrouw (Carel Fabritius)
Pendantportretten van een man en een vrouw zijn twee schilderijen uit het atelier van Rembrandt van Rijn uit circa 1642, die worden toegeschreven aan Carel Fabritius.
Ze behoren tot een kleine groep schilderijen die vroeger op naam van Rembrandt stonden, maar volgens het Rembrandt Research Project eerder jeugdwerken van Carel Fabritius lijken te zijn. De schilderijen zijn variaties op originele werken van Rembrandt. In dit geval kunnen de pendantportretten van Herman Doomer en Baertje Martens uit 1640 als voorbeeld hebben gediend.

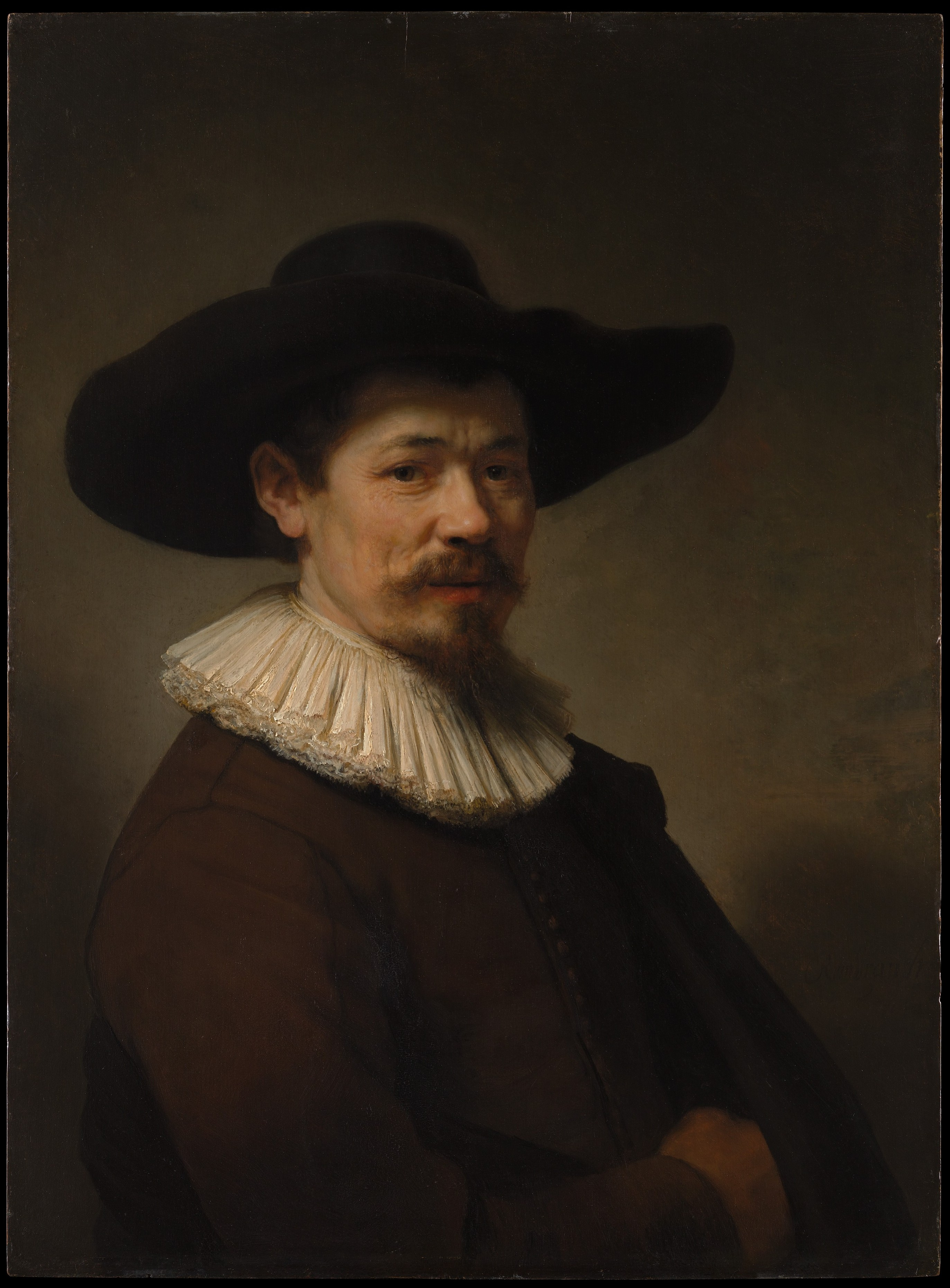
Rembrandt, Portret van Herman Doomer, Metropolitan Museum of Art, New York
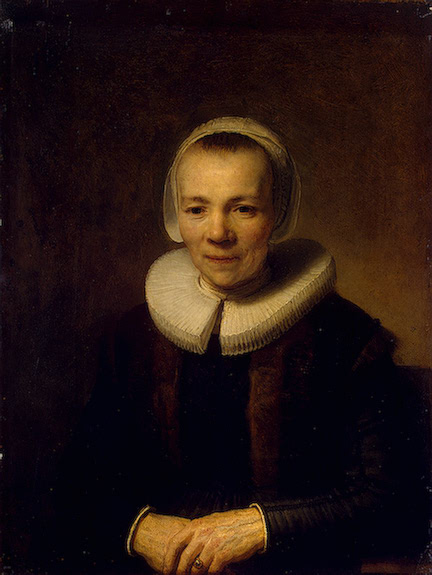
Rembrandt, Portret van Baertje Martens, 1640, Hermitage, Sint-Petersburg

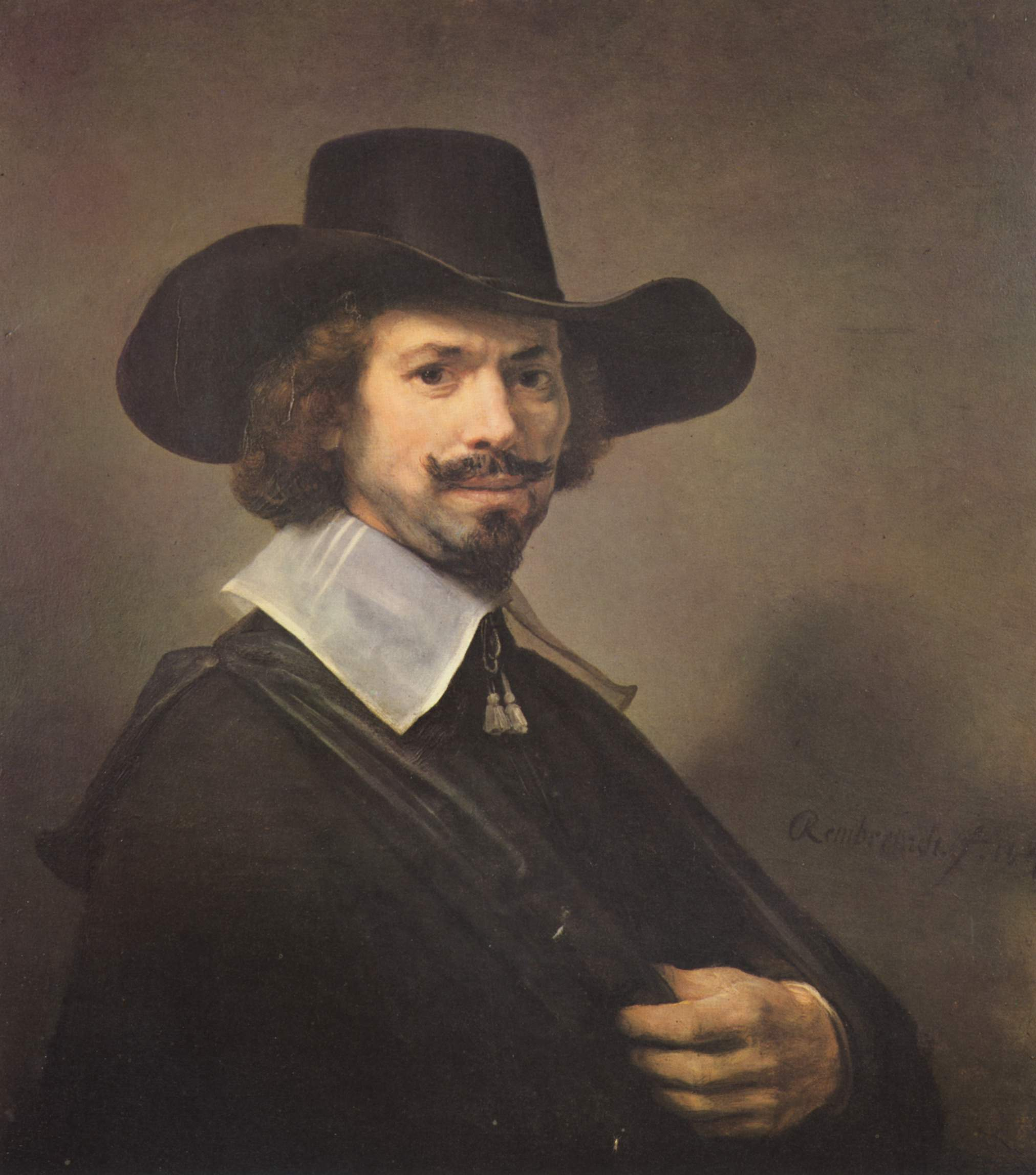
Ter vergelijking
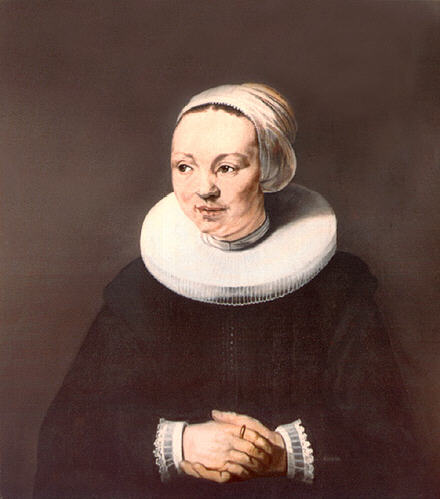

## Herkomst
De beide portretten bevonden zich waarschijnlijk al halverwege de 18e eeuw in Engeland. Begin 19e eeuw zijn ze verkocht aan de Earl Grosvenor, waarna ze via vererving deel bleven uitmaken van de kunstcollectie van zijn nakomelingen: de markiezen en later hertogen van Westminster.